# 청산
청산(淸算)이란 회사 조합 등 법인이 파산 또는 해산에 의해 활동을 정지하고 재산 관계(재산적 권리의무)를 정리한 후, 순자산을 주주 또는 조합원에게 분배하고 폐업하는 것을 말한다. 회사는 해산하면 합병, 분할, 분할합병 또는 파산의 경우를 제외하고는 청산단계로 들어가는데(상법 제531조 제1항), 이때 회사의 권리능력은 청산의 목적범위 내로 제한된다.(상법 제245조, 제542조, 제613조)

## 청산절차
회사가 해산사유로 청산되면 청산절차에 들어가는데, 회사의 청산방법에는 법정청산과 임의청산이 있다. 법정청산은 법정의 절차에 따라 하는 청산이고, 임의청산은 정관 또는 총사원의 동의에 의하여 정한 재산처분의 방법에 따라 하는 청산이다. 물적회사의 청산은 법정청산에 의하여야 하고, 인적회사의 청산은 임의청산에 의하지 않는 경우에만 법정청산에 의하여 한다.
법정청산의 경우에는 현존사무의 종결, 채권의 추심과 채무의 변제, 재산의 환가처분, 잔여재산의 분배 등의 주요청산 사무를 집행한다. 임의청산의 경우에는 정관 또는 총사원의 동의에 의하여 정한 재산처분의 방법에 따라 회사재산을 처분하며 회사채권자의 이의가 있는 경우에는 채권자보호절차를 취하여야 한다.

## 청산인
법인이 해산되면 법인은 재산정리를 위해서만 권리능력을 가지게 되는데 계속중인 사무를 종결시키고 채권을 추심하며, 채무를 변제하는 업무의 책임을 지는 자를 말한다. 회사가 합병, 분할, 분할합병 또는 파산 이외 사유로 해산되는 경우에는 원칙적으로 해산당시의 이사가 청산인이 된다.

## 판례
- 법인은 그 청산종결의 등기가 경료되었다면 특단의 사정이 없는 한 법인격이 상실되어 법인의 당사자능력 및 권리능력이 상실되었다고 추정할 것이나, 법인세체납 등으로 공소제기되어 그 피고사건의 공판계속 중에 그 법인의 청산종결의 등기가 경료되었다고 하더라도 동 사건이 종결되지 아니하는 동안 법인의 청산사무는 종료된 것이라 할 수 없고, 형사소송법상 법인의 당사자능력도 그대로 존속한다[1]

## 같이 보기
- 대한민국 형사소송법 제328조